# توسيع الاستعلام

## توسيع الاستعلام
أحد الحلول المقدمة لردم فجوة المفردات وهي عملية يتم فيها تعزيز الاستعلام الأصلي بكلمات مرادفة أو مرتبطة بكلمات البحث، من أجل تحسين فعالية عملية استرجاع المعلومات.

## طرق التوسيع
الطرق المستخدمة لاستيراد كلمات إضافية يمكن تصنيفها حسب المصدر التي تستقى منه الكلمات إلى  الطرق المعجمية، الطرق الإحصائية، والطرق المعتمدة على سجلات التاريخ للمستخدمين.

### الطرق المعجمية
تعتمد هذه الطرق في استيراد الكلمات المرادفة أو ذات العلاقة على القواميس المعجمية المنشئة يدوياً  من قبل لغويين متخصصين، ومن أشهر هذه القواميس  وردنت الذي يتوفر لمعظم لغات العالم.

### الطرق الإحصائية
وتعتمد في استخراج المرادفات أو الكلمات ذات العلاقة على مجموعة  الوثائق المتوفرة للبحث، متبنية  الافتراض الذي يقول ( أن أي كلمتين تظهران في نفس السياق (توارد)  أو في سياقات متشابهة، تميلان بأن تكون مترابطتين.

يمكن استخدام كامل مجموعة الوثائق لبناء المعجم، كما يمكن استخدام عدد معين من الوثائق يتم اختيارها إما بمساعدة المستخدم، أو أوتوماتيكياً من قبل النظام.